# Draft WNBA 2024
2023 2025
La draft WNBA 2024 est la 29e édition de la cérémonie annuelle de la draft WNBA lors de laquelle les franchises de la WNBA choisissent les joueuses dont elles pourront négocier les droits d’engagement. Les joueuses disputant leur première saison professionnelle sont appelées rookies.
Le choix s'opère dans un ordre déterminé par le classement de la saison précédente, les équipes les plus mal classées sur les deux dernières saisons obtenant les premiers choix.  

## Règles d'éligibilité
En vertu de la convention collective actuelle (CBA) entre la WNBA et son syndicat de joueuses, l'éligibilité à la draft pour les joueuses non définis comme « internationales » exige que ce qui suit soit:
- Le vingt-deuxième anniversaire de la joueuse tombe pendant l'année civile de la draft. Pour cette draft, la date limite de naissance est le 31 décembre 2001.
- Elle doit avoir :
  - Terminé son admissibilité à l'université ;
  - Obtenu un diplôme de premier cycle ou doit le recevoir dans les trois mois après la draft ;
  - Être retiré d’au moins quatre ans de l’obtention du diplôme d’études secondaires.

Une joueuse qui doit obtenir son diplôme de premier cycle dans les trois mois suivant la date de la draft et qui est plus jeune que l’âge limite, n’est admissible que si l’année civile de la draft n’est pas antérieure à la quatrième année après l’obtention de son diplôme d’études secondaires.
Les joueuses dont l’admissibilité au collège est maintenue et qui atteignent l’âge limite doivent informer le siège social de la WNBA de leur intention de participer à la draft au plus tard 10 jours avant la date de la draft et doivent renoncer à toute admissibilité au collège pour le faire. Un calendrier de notification séparé est prévu pour les joueuses impliqués dans les tournois d’après-saison (notamment le tournoi de la division I de la NCAA) ; ces joueuses (normalement) doivent se déclarer pour la draft dans les 24 heures suivant leur match final.
Les « joueuses internationales » sont définies comme celles pour qui toutes les affirmations suivantes sont vraies :
- Née et résidant actuellement à l’extérieur des États-Unis.
- N'a jamais « exercé l’éligibilité au basketball interuniversitaire » aux États-Unis.

Pour les « joueuses internationales », l'âge d'éligibilité est de vingt ans, également mesuré au 31 décembre de l'année de la draft.

## Loterie de la draft
La sélection à la loterie pour déterminer l'ordre des quatre premiers choix du repêchage de 2024 a eu lieu le 10 décembre 2023 et a été retransmis à la télévision sur ESPN aux États-Unis et sur TSN5 au Canada. Les quatre équipes qui non pas participé aux playoffs 2023 se sont qualifiées pour la loterie : le Fever de l'Indiana, le Mercury de Phoenix, les Sparks de Los Angeles et le Storm de Seattle. Le Fever a remporté la loterie pour la deuxième fois de son histoire et a obtenu le premier choix. Le reste de la loterie s'est déroulé comme suit : Sparks, Mercury et Storm.
| Équipe                      | Bilan 2022 et 2023 | Bilan 2023 | Chances à la loterie | Choix | Choix | Choix | Choix | Choix |
| Équipe                      | Bilan 2022 et 2023 | Bilan 2023 | Chances à la loterie | 1er   | 2e    | 3e    | 4e    |       |
| --------------------------- | ------------------ | ---------- | -------------------- | ----- | ----- | ----- | ----- | ----- |
| Fever de l'Indiana          | 18-58              | 13-27      | 44,2 %               |       |       |       |       |       |
| Mercury de Phoenix          | 24-52              | 9-31       | 27,6 %               |       |       |       |       |       |
| Sparks de Los Angeles       | 30-46              | 17-23      | 17,8%                |       |       |       |       |       |
| Storm de Seattle            | 33-43              | 11-29      | 10,4 %               |       |       |       |       |       |
| en jaune l’équipe désignée. |                    |            |                      |       |       |       |       |       |

Les cotes de la loterie étaient basées sur les records combinés des saisons WNBA 2022 et 2023. 14 boules numérotées de 1 à 14 sont placées dans une machine de loterie et mélangées. Quatre boules sont tirées pour déterminer une combinaison à quatre chiffres. L’équipe à laquelle cette combinaison de quatre balles est attribuée reçoit le choix n°1. Les quatre boules sont ensuite remises dans la machine et le processus est répété pour déterminer le deuxième choix. Les deux équipes dont les combinaisons numériques n'apparaissent pas à la loterie seront sélectionnées dans l'ordre inverse de leur record cumulatif sur deux ans. Ernst & Young connaît les résultats avant leur annonce. L'ordre de sélection pour le reste du premier tour ainsi que les deuxième et troisième tours a été déterminé par l'ordre inverse des records respectifs des équipes en saison régulière uniquement à partir de 2023.

## Joueuses invitées
Le 11 avril 2024, la WNBA annonce les noms des joueuses invitées à assister à la draft :

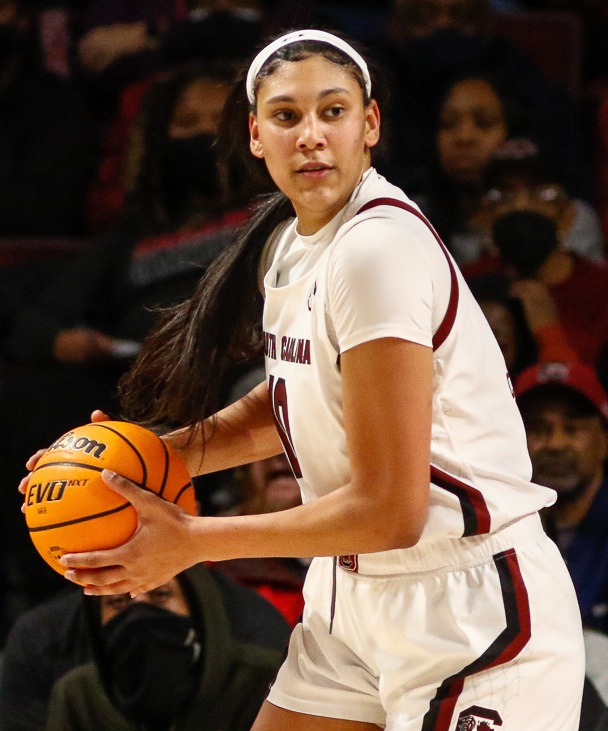
Championne NCAA 2024, Kamilla Cardoso est le 3e choix de la draft.

- Cameron Brink, Cardinal de Stanford
- Kamilla Cardoso, Gamecocks de la Caroline du Sud
- Caitlin Clark, Hawkeyes de l'Iowa
- Marquesha Davis, Rebels  d'Ole Miss
- Aaliyah Edwards, Huskies du Connecticut
- Dyaisha Fair, Orange de Syracuse
- Rickea Jackson, Lady Volunteers du Tennessee
- Elizabeth Kitley, Hokies de Virginia Tech
- Nika Mühl, Huskies du Connecticut
- Charisma Osborne, Bruins de l'UCLA
- Alissa Pili, Utes de l'Utah
- Nyadiew Puoch, Southside Flyers (Australie)
- Angel Reese, Tigers de LSU
- Jacy Sheldon, Buckeyes  d'Ohio State
- Celeste Taylor, Buckeyes  d'Ohio State

## Draft

### Légende
|   | Signale une joueuse qui a été intronisé au Basketball Hall of Fame                                                         |
|   | Signale une joueuse qui a été sélectionnée pour au moins un match annuel WNBA All-Star Game et une sélection All-WNBA Team |
|   | Signale une joueuse qui a été sélectionnée pour au moins un match annuel WNBA All-Star Game                                |
|   | Signale une joueuse qui a été sélectionnée pour au moins une sélection All-WNBA Team                                       |
| R | Signale la joueuse qui a remporté le titre de WNBA Rookie of the Year                                                      |

### Premier tour
| Choix | Nom                  | Position      | Nationalité | Équipe                                                    | Provenance       |
| ----- | -------------------- | ------------- | ----------- | --------------------------------------------------------- | ---------------- |
| 1     | Caitlin ClarkR       | Meneuse       | États-Unis  | Fever de l'Indiana                                        | Iowa             |
| 2     | Cameron Brink        | Ailière forte | États-Unis  | Sparks de Los Angeles                                     | Stanford         |
| 3     | Kamilla Cardoso      | Pivot         | Brésil      | Sky de Chicago (via Phoenix)                              | South Carolina   |
| 4     | Rickea Jackson       | Ailière       | États-Unis  | Sparks de Los Angeles (via Seattle)                       | Tennessee        |
| 5     | Jacy Sheldon         | Arrière       | États-Unis  | Wings de Dallas (via Chicago)                             | Ohio State       |
| 6     | Aaliyah Edwards      | Ailière forte | Canada      | Mystics de Washington                                     | UConn            |
| 7     | Angel Reese          | Ailière       | États-Unis  | Sky de Chicago (via Minnesota)                            | LSU              |
| 8     | Alissa Pili          | Ailière       | États-Unis  | Lynx du Minnesota (du Chicago via Atlanta et Los Angeles) | Utah             |
| 9     | Carla Leite          | Meneuse       | France      | Wings de Dallas                                           | Tarbes           |
| 10    | Leïla Lacan          | Meneuse       | France      | Sun du Connecticut                                        | Angers           |
| 11    | Marquesha Davis (en) | Ailière       | États-Unis  | Liberty de New York                                       | Ole Miss         |
| 12    | Nyadiew Puoch (en)   | Ailière forte | Australie   | Dream d'Atlanta (de Las Vegas via Los Angeles)            | Southside Flyers |

### Deuxième tour
| Choix | Nom                   | Position | Nationalité            | Équipe                              | Provenance         |
| ----- | --------------------- | -------- | ---------------------- | ----------------------------------- | ------------------ |
| 13    | Brynna Maxwell (en)   | Arrière  | États-Unis             | Sky de Chicago (via Phoenix)        | Gonzaga            |
| 14    | Nika Mühl             | Meneuse  | Croatie                | Sparks de Los Angeles               | UConn              |
| 15    | Celeste Taylor (en)   | Meneuse  | États-Unis             | Fever de l'Indiana                  | Ohio State         |
| 16    | Dyaisha Fair (en)     | Arrière  | États-Unis             | Aces de Las Vegas (via Los Angeles) | Syracuse           |
| 17    | Esmery Martínez       | Arrière  | République dominicaine | Liberty de New York (via Chicago)   | Arizona            |
| 18    | Kate Martin           | Arrière  | États-Unis             | Aces de Las Vegas (via Washington)  | Iowa               |
| 19    | Taiyanna Jackson (en) | Pivot    | États-Unis             | Sun du Connecticut (via Minnesota)  | Kansas             |
| 20    | Isobel Borlase        | Meneuse  | Australie              | Dream d'Atlanta                     | Adelaide Lightning |
| 21    | Kaylynne Truong (en)  | Meneuse  | Vietnam                | Mystics de Washington (via Dallas)  | Gonzaga            |
| 22    | Helena Pueyo (en)     | Meneuse  | Espagne                | Sun du Connecticut                  | Arizona            |
| 23    | Jessika Carter (en)   | Pivot    | États-Unis             | Liberty de New York                 | Mississippi State  |
| 24    | Elizabeth Kitley (en) | Pivot    | États-Unis             | Aces de Las Vegas                   | Virginia Tech      |

### Troisième tour
| Choix | Nom                   | Position      | Nationalité | Équipe                           | Provenance     |
| ----- | --------------------- | ------------- | ----------- | -------------------------------- | -------------- |
| 25    | Charisma Osborne (en) | Meneuse       | États-Unis  | Fever de l'Indiana               | UCLA           |
| 26    | Mackenzie Holmes (en) | Ailière forte | États-Unis  | Sparks de Los Angeles            | Indiana        |
| 27    | Leilani Correa (en)   | Meneuse       | Porto Rico  | Fever de l'Indiana               | Florida        |
| 28    | McKenzie Forbes (en)  | Ailère        | États-Unis  | Sparks de Los Angeles            | USC            |
| 29    | Jaz Shelley (en)      | Arrière       | Australie   | Mercury de Phoenix (via Chicago) | Nebraska       |
| 30    | Nastja Claessens (en) | Arrière       | Belgique    | Mystics de Washington            | Castors Braine |
| 31    | Kiki Jefferson (en)   | Meneuse       | États-Unis  | Wings de Dallas                  | Louisville     |
| 32    | Matilde Villa (en)    | Arrière       | Italie      | Dream d'Atlanta                  | Reyer Venise   |
| 33    | Ashley Owusu (en)     | Arrière       | États-Unis  | Wings de Dallas                  | Penn State     |
| 34    | Abbey Hsu (en)        | Arrière       | États-Unis  | Sun du Connecticut               | Columbia       |
| 35    | Kaitlyn Davis (en)    | Ailièr fortee | États-Unis  | Liberty de New York              | USC            |
| 36    | Angel Jackson (en)    | Pivot         | États-Unis  | Aces de Las Vegas                | Jackson State  |

## Couverture médiatique
La draft est suivie sur ESPN par 2,45 millions de spectateurs (avec un pic à 3,09 millions, dépassant de loin l'audience de l'année 2023 avec 512 000 téléspectateurs et l'ancien record de 610 000 téléspectateurs pour la draft WNBA 2004 où était inscrite Diana Taurasi.